# VEVO
Vevo（ヴィーヴォ、[ˈviːvoʊ]、「Video evolution」の略）は、世界最大のプレミアム音楽動画プロバイダで、ユニバーサル・ミュージック・グループ（UMG）、ソニー・ミュージックエンタテインメント（SME）、Alphabet Inc.の合弁事業会社である。

## 概要
ユニバーサル・ミュージック・グループはvevo.comのドメイン名を2008年11月20日に取得した。2009年3月にUniversal Music GroupがVEVO LLCを設立した。2009年4月Universal Music GroupとGoogleが音楽ビデオの事業「VEVO」での提携が発表された。
2009年6月にソニー・ミュージックエンタテインメントがVEVOに出資した。2009年11月18日、VEVOはニューヨークのパーティーで12月8日にサービスが立ち上げられることを発表された。
2009年12月8日にVEVOは、ユニバーサル、ソニー、EMIからのミュージック・ビデオの提供で開始された。VEVOの動画ホスティングはYouTubeによって提供され、GoogleとVEVOは広告収入を分配する。
2010年10月、アラブ首長国連邦アブダビ・メディア・カンパニーがVEVOに出資した。2013年7月YouTubeへのミュージック・ビデオの安定供給を目的としてGoogleがVEVOに出資した。
2016年8月2日、Vevoは、ワーナー・ミュージック・グループ（WMG）との音楽ライセンス契約を締結し、3大メジャーレコード会社の音楽がVevoで利用可能となった。
2018年5月24日にVevoは、YouTubeへの集約に伴い、モバイルアプリと消費者向けWebサイトの終了を発表した。